# El Ailar
El Ailar är en ort i Mexiko.   Den ligger i kommunen Tuxpan och delstaten Michoacán de Ocampo, i den södra delen av landet, 150 km väster om huvudstaden Mexico City. El Ailar ligger 2 375 meter över havet och antalet invånare är 130.
Terrängen runt El Ailar är lite bergig. Runt El Ailar är det ganska tätbefolkat, med 90 invånare per kvadratkilometer. Närmaste större samhälle är Ciudad Hidalgo, 19,0 km norr om El Ailar. I omgivningarna runt El Ailar växer i huvudsak blandskog.